# Masashi Abe
Masashi Abe (jap. 阿部雅司 Abe Masashi) (ur. 13 sierpnia 1965 w Obirze) – japoński narciarz klasyczny specjalizujący się w kombinacji norweskiej, złoty medalista olimpijski i trzykrotny medalista mistrzostw świata.

## Kariera
W Pucharze Świata Masashi Abe zadebiutował 2 marca 1985 roku w Lahti, gdzie zajął 29. miejsce w zawodach metodą Gundersena. W sezonie 1984/1985 wystąpił jeszcze jeden raz, ale także nie zdobył punktów (w sezonach 1993/1994-2001/2002 obowiązywała inna punktacja Pucharu Świata) i nie został uwzględniony w klasyfikacji generalnej. Pierwsze pucharowe punkty zdobył blisko dwa lata po swoim debiucie - 27 lutego 1987 roku, kiedy w Lahti był siódmy w Gundersenie. W sezonie 1986/1987 punktował jeszcze raz - 6 marca w Falun był szósty. Wyniki te pozwoliły mu zająć 20. miejsce w klasyfikacji generalnej. W 1987 roku wystąpił na mistrzostwach świata w Oberstdorfie, gdzie wraz z kolegami z reprezentacji zajął dziewiąte miejsce w sztafecie.
Abe był członkiem reprezentacji Japonii na igrzyskach olimpijskich w Calgary w 1988 roku, ale nie osiągnął tam sukcesów. Indywidualny występ zakończył na 31. miejscu, a drużynowo Japończycy zajęli dziewiąte miejsce, tracąc do zwycięzców ponad osiem minut.  Na rozgrywanych rok później mistrzostwach świata w Lahti Japończyk już nie wystąpił. Słabo spisywał się także w rywalizacji pucharowej, poprawiając się dopiero w sezonie 1989/1990.
Przełom w karierze Masashiego nastąpił w sezonie 1990/1991. Czterokrotnie plasował się w czołowej dziesiątce zawodów pucharowych, przy czym 12 marca 1991 roku w Sankt Moritz po raz pierwszy stanął na podium, zajmując drugie miejsce w Gundersenie. Został tym samym pierwszym reprezentantem Japonii, który stanął na podium zawodów Pucharu Świata. W klasyfikacji generalnej uplasował się na siódmej pozycji, co było najlepszym wynikiem wśród japońskich kombinatorów. Podczas mistrzostw świata w Val di Fiemme w 1991 roku zdobył swój pierwszy medal. W zawodach drużynowych Japończycy w składzie Reiichi Mikata, Masashi Abe i Kazuoki Kodama zdobyli brązowy medal. Po skokach zajmowali drugie miejsce, jednak na trasie biegu zostali wyprzedzeni przez Francuzów i ostatecznie zajęli trzecie miejsce za Austriakami i Francuzami. W konkursie indywidualnym spadł z trzeciego miejsca po skokach na jedenaste na mecie biegu.
Sezon 1991/1992 był jednym z najsłabszych w jego karierze. Na igrzyskach olimpijskich w Albertville, rozgrywanych w lutym 1992 roku wystąpił tylko w zawodach indywidualnych. Po skokach plasował się na 24. miejscu i przed biegiem tracił do lidera Klausa Ofnera z Austrii ponad trzy minuty. Na metę biegu przybiegł jednak jako trzydziesty, ze stratą ponad sześciu i pół minuty. W rywalizacji pucharowej punktował tylko raz – 21 grudnia 1991 roku w Courchevel był dziewiąty. W klasyfikacji generalnej zajął 28. miejsce.
Najlepsze wyniki osiągnął w sezonie 1992/1993. W zawodach Pucharu Świata siedmiokrotnie plasował się w czołowej dziesiątce, trzykrotnie stając na podium: 19 grudnia 1992 roku w Sankt Moritz był trzeci, 8 stycznia w Schonach był drugi, a 5 marca 1993 roku w Lahti ponownie zajął trzecie miejsce. W klasyfikacji generalnej był czwarty, tracąc do trzeciego zawodnika, swego rodaka Takanoriego Kōno 18 punktów. W lutym 1993 roku wystąpił na mistrzostwach świata w Falun, gdzie zdobył złoty medal w sztafecie. Japończycy w składzie: Takanori Kōno, Masashi Abe i Kenji Ogiwara zapewnili sobie zwycięstwo już na skoczni. Na mecie wyprzedzili Norwegów o ponad trzy i pół minuty, a trzecich Niemców o ponad osiem minut. Indywidualnie Masashi był drugi w konkursie skoków, ale w biegu spadł na piątą pozycję.
W zawodach pucharowych Abe startował do zakończenia sezonu 1994/1995, ale na podium już nie stanął. Najbliżej tego był 9 lutego 1995 roku, kiedy był czwarty podczas zawodów w Oslo. W tym czasie wystąpił na igrzyskach olimpijskich w Lillehammer w 1994 roku, gdzie zmagania indywidualne ukończył na dziesiątym miejscu. W zawodach drużynowych walka o złoto zakończyła się już na skoczni - Ogiwara, Abe i Kōno wyprzedzili Norwegów o ponad 60 punktów, co dało im przewagę ponad pięciu minut przed biegiem. Na trasie biegu Norwegowie odrobili zaledwie 18 sekund i tym samym Japończycy obronili tytuł zdobyty w Albertville dwa lata wcześniej. Trzecie miejsce przypadło Szwajcarom. Startował także rok później, podczas mistrzostw świata w Thunder Bay, gdzie w sztafecie ponownie wywalczył złoty medal. Tym razem obok niego w drużynie japońskiej wystąpili: Tsugiharu Ogiwara, Kenji Ogiwara i Takanori Kōno. Po raz kolejny reprezentanci Japonii byli najlepsi w skokach, co dało im dużą przewagę przed biegiem. Na mecie wyprzedzili Norwegów o blisko dwie minuty, a trzecich Szwajcarów o ponad pięć. Konkurs indywidualny zakończył na ósmej pozycji. Ostatni oficjalny występ zanotował 25 marca 1995 roku w Sapporo, gdzie zajął 16. miejsce w Gundersenie. W 1995 roku zakończył karierę.

## Osiągnięcia

### Igrzyska Olimpijskie
| Miejsce | Dzień     | Rok  | Miejscowość | Konkurencja             | Wynik zwycięzcy | Strata  | Zwycięzca           |
| ------- | --------- | ---- | ----------- | ----------------------- | --------------- | ------- | ------------------- |
| 9.      | 24 lutego | 1988 | Calgary     | Sztafeta K-90/3 × 10 km | 1:20:46,0       | +8:40,3 | RFN                 |
| 31.     | 28 lutego | 1988 | Calgary     | Gundersen K-90/15 km    | 38:16,8         | +5:03,6 | Hippolyt Kempf      |
| 30.     | 12 lutego | 1992 | Albertville | Gundersen K-90/15 km    | 44:28,1         | +6:40,4 | Fabrice Guy         |
| 10.     | 19 lutego | 1994 | Lillehammer | Gundersen K-90/15 km    | 39:07,9         | +4:13,8 | Fred Børre Lundberg |
| 1.      | 24 lutego | 1994 | Lillehammer | Sztafeta K-90/3 × 10 km | 1:22:51,8       | -       | -                   |

### Mistrzostwa świata
| Miejsce | Dzień     | Rok  | Miejscowość   | Konkurencja             | Wynik zwycięzcy | Strata  | Zwycięzca           |
| ------- | --------- | ---- | ------------- | ----------------------- | --------------- | ------- | ------------------- |
| 9.      | 14 lutego | 1987 | Oberstdorf    | Sztafeta K-90/3 × 10 km | 1261,94         | -113,48 | RFN                 |
| 11.     | 7 lutego  | 1991 | Val di Fiemme | Gundersen K-90/15 km    | 41:00,6         | +2:58,9 | Fred Børre Lundberg |
| 3.      | 8 lutego  | 1991 | Val di Fiemme | Sztafeta K-90/3 × 10 km | 1:21:22,5       | +1.51,9 | Austria             |
| 6.      | 18 lutego | 1993 | Falun         | Gundersen K-90/15 km    | 46:47,5         | +3:14,6 | Kenji Ogiwara       |
| 1.      | 19 lutego | 1993 | Falun         | Sztafeta K-90/3 × 10 km | 1:19:25,7       | -       | -                   |
| 8.      | 22 lutego | 1995 | Thunder Bay   | Gundersen K-90/15 km    | 41:16,9         | +1:52,0 | Fred Børre Lundberg |
| 1.      | 10 marca  | 1995 | Thunder Bay   | Sztafeta K-90/4 × 5 km  | 56:20,2         | -       | -                   |

### Puchar Świata

#### Miejsca w klasyfikacji generalnej
- sezon 1986/1987: 20.
- sezon 1987/1988: 28.
- sezon 1989/1990: 25.
- sezon 1990/1991: 7.
- sezon 1991/1992: 28.
- sezon 1992/1993: 4.
- sezon 1993/1994: 11.
- sezon 1994/1995: 10.

#### Miejsca na podium chronologicznie
| Nr | Data            | Miejscowość  | Konkurencja         | Wynik zwycięzcy | Pozycja | Strata      | Zwycięzca           |
| -- | --------------- | ------------ | ------------------- | --------------- | ------- | ----------- | ------------------- |
| 1. | 23 marca 1991   | Sankt Moritz | Gundersen K90/15 km | ?               | 2.      | +6.3 s      | Klaus Sulzenbacher  |
| 2. | 19 grudnia 1992 | Sankt Moritz | Gundersen K90/15 km | ?               | 3.      | +1:49.0 min | Kenji Ogiwara       |
| 3. | 8 stycznia 1993 | Schonach     | Gundersen K90/15 km | ?               | 2.      | +1.0 s      | Fred Børre Lundberg |
| 4. | 5 marca 1993    | Lahti        | Gundersen K90/15 km | ?               | 3.      | +37.1 s     | Kenji Ogiwara       |